# Zouheir Dhaouadi
Zouheir Dhaouadi, a volte scritto anche o Zouhaier Dhaouadi (in arabo زهير الذوادي‎?; Kairouan, 1º gennaio 1988), è un ex calciatore tunisino, di ruolo centrocampista.

## Carriera
Formatosi presso la Sports Youth Kairouan, ha firmato nel luglio 2006 un contratto di quattro anni con il Club Africain per 250 000 dinari.

## Palmarès

### Club

#### Competizioni nazionali
- Campionato tunisino: 1

Club Africain: 2007-2008

#### Competizioni internazionali
- Coppa UNAF: 2

Club Africain: 2008, 2010